# Heberg
Heberg – miejscowość (tätort) w Szwecji, w regionie administracyjnym (län) Halland, w gminie Falkenberg.
Według danych Szwedzkiego Urzędu Statystycznego liczba ludności wyniosła: 458 (31 grudnia 2015), 476 (31 grudnia 2018) i 464 (31 grudnia 2019).